# Jean Guiton
Jean Guiton, francoski admiral, * 2. julij 1585, † 15. marec 1654.